# 241 A PLM 1 à 145

La 241 A 127

Les 241 A PLM 1 à 145 sont des locomotives à vapeur de la compagnie PLM, de type 241 appelées Mountain.
Elles ont été construites de 1925 à 1931, par Schneider et Cie au Creusot et par Marine et d'Homécourt à Saint-Chamond. Elles étaient de type Compound.
Ces machines ont assuré la traction des trains de voyageurs rapides sur les grandes lignes du PLM, comme le train bleu.
En 1938, elles deviendront à la SNCF 5 - 241 A 1 à 145.

## La construction
Un premier prototype a été construit par Schneider en 1925. Puis en 1926, 44 machines étaient commandées. En 1927, 80 machines sont livrées et en 1931, les 20 dernières.
241 A 1, Schneider, Le Creusot, 1925
241 A 2 à 80, Schneider, Le Creusot, 1927-8
241 A 81 à 95, Marine et d'Homécourt, Saint Chamond, 1929
241 A 96 à 115, Schneider, Le Creusot, 1929-30
241 A 116 à 125, Marine et d'Homécourt, Saint Chamond, 1930
241 A 126 à 145, Marine et d'Homécourt, Saint Chamond, 1932

## Transformations

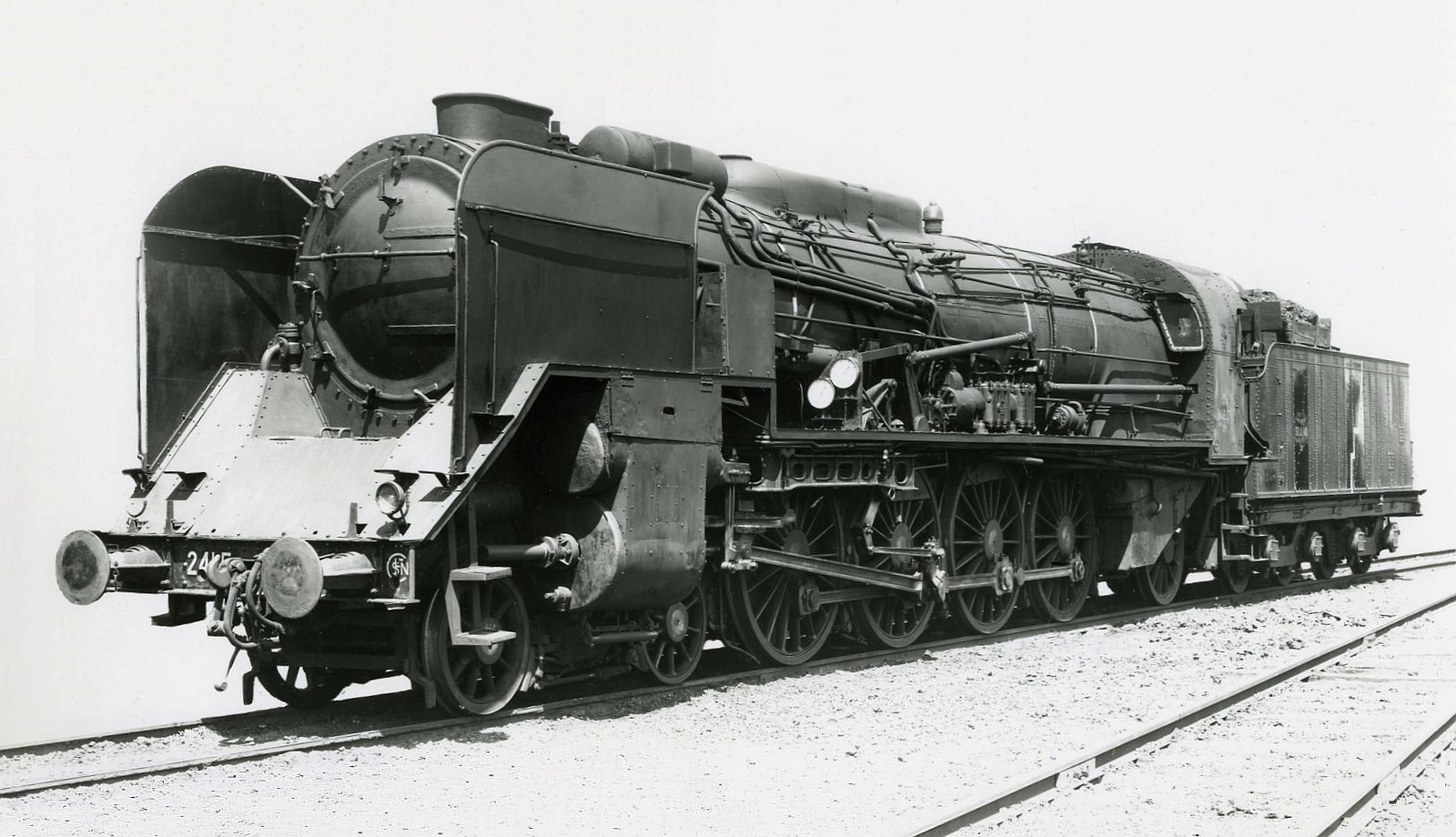
La 241 E 27

Une partie des machines de cette série furent transformées par André Chapelon et deviennent les 241 D PLM 1 à 145.
Une autre machine la 241 A 27 a été modifiée pour servir d'ébauche à la construction des 241P. Elle devient 241 E 27

## Fin de carrière
Un exemplaire est conservé à la cité du train de Mulhouse

## Caractéristiques
Longueur : 16,45 m
Poids à vide : 105 t
Poids en charge : 117 t
Timbre : 16 kg
Surface de grille : 5 m2
Surface de chauffe : 256 m2
Surface de surchauffe : 114 m2
Diamètre des roues (motrices) : 1 800 mm
Dimensions des cylindres HP (haute pression), alésage x course: 510x650 mm
Dimensions des cylindres BP (basse pression), alésage x course: 720x700 mm
Vitesse maximale : 110 km/h